# Reprezentacja Bangladeszu U-20 w piłce nożnej mężczyzn
Reprezentacja Bangladeszu U-20 w piłce nożnej mężczyzn – męska piłkarska reprezentacja Bangladeszu do lat 20. Największym sukcesem reprezentacji jest ćwierćfinał na mistrzostwach Azji w 1977 roku.

## Udział w turniejach międzynarodowych

### Mistrzostwa Świata
| Rok   | Runda                  | M                      | W                      | R                      | P                      | GZ                     | GS                     |
| ----- | ---------------------- | ---------------------- | ---------------------- | ---------------------- | ---------------------- | ---------------------- | ---------------------- |
| 1977  | Nie zakwalifikował się | Nie zakwalifikował się | Nie zakwalifikował się | Nie zakwalifikował się | Nie zakwalifikował się | Nie zakwalifikował się | Nie zakwalifikował się |
| 1979  | Nie zakwalifikował się | Nie zakwalifikował się | Nie zakwalifikował się | Nie zakwalifikował się | Nie zakwalifikował się | Nie zakwalifikował się | Nie zakwalifikował się |
| 1981  | Nie zakwalifikował się | Nie zakwalifikował się | Nie zakwalifikował się | Nie zakwalifikował się | Nie zakwalifikował się | Nie zakwalifikował się | Nie zakwalifikował się |
| 1983  | Nie zakwalifikował się | Nie zakwalifikował się | Nie zakwalifikował się | Nie zakwalifikował się | Nie zakwalifikował się | Nie zakwalifikował się | Nie zakwalifikował się |
| 1985  | Nie zakwalifikował się | Nie zakwalifikował się | Nie zakwalifikował się | Nie zakwalifikował się | Nie zakwalifikował się | Nie zakwalifikował się | Nie zakwalifikował się |
| 1987  | Nie zakwalifikował się | Nie zakwalifikował się | Nie zakwalifikował się | Nie zakwalifikował się | Nie zakwalifikował się | Nie zakwalifikował się | Nie zakwalifikował się |
| 1989  | Nie zakwalifikował się | Nie zakwalifikował się | Nie zakwalifikował się | Nie zakwalifikował się | Nie zakwalifikował się | Nie zakwalifikował się | Nie zakwalifikował się |
| 1991  | Nie zakwalifikował się | Nie zakwalifikował się | Nie zakwalifikował się | Nie zakwalifikował się | Nie zakwalifikował się | Nie zakwalifikował się | Nie zakwalifikował się |
| 1993  | Nie zakwalifikował się | Nie zakwalifikował się | Nie zakwalifikował się | Nie zakwalifikował się | Nie zakwalifikował się | Nie zakwalifikował się | Nie zakwalifikował się |
| 1995  | Nie zakwalifikował się | Nie zakwalifikował się | Nie zakwalifikował się | Nie zakwalifikował się | Nie zakwalifikował się | Nie zakwalifikował się | Nie zakwalifikował się |
| 1997  | Nie zakwalifikował się | Nie zakwalifikował się | Nie zakwalifikował się | Nie zakwalifikował się | Nie zakwalifikował się | Nie zakwalifikował się | Nie zakwalifikował się |
| 1999  | Nie zakwalifikował się | Nie zakwalifikował się | Nie zakwalifikował się | Nie zakwalifikował się | Nie zakwalifikował się | Nie zakwalifikował się | Nie zakwalifikował się |
| 2001  | Nie zakwalifikował się | Nie zakwalifikował się | Nie zakwalifikował się | Nie zakwalifikował się | Nie zakwalifikował się | Nie zakwalifikował się | Nie zakwalifikował się |
| 2003  | Nie zakwalifikował się | Nie zakwalifikował się | Nie zakwalifikował się | Nie zakwalifikował się | Nie zakwalifikował się | Nie zakwalifikował się | Nie zakwalifikował się |
| 2005  | Nie zakwalifikował się | Nie zakwalifikował się | Nie zakwalifikował się | Nie zakwalifikował się | Nie zakwalifikował się | Nie zakwalifikował się | Nie zakwalifikował się |
| 2007  | Nie zakwalifikował się | Nie zakwalifikował się | Nie zakwalifikował się | Nie zakwalifikował się | Nie zakwalifikował się | Nie zakwalifikował się | Nie zakwalifikował się |
| 2009  | Nie zakwalifikował się | Nie zakwalifikował się | Nie zakwalifikował się | Nie zakwalifikował się | Nie zakwalifikował się | Nie zakwalifikował się | Nie zakwalifikował się |
| 2011  | Nie zakwalifikował się | Nie zakwalifikował się | Nie zakwalifikował się | Nie zakwalifikował się | Nie zakwalifikował się | Nie zakwalifikował się | Nie zakwalifikował się |
| 2013  | Nie zakwalifikował się | Nie zakwalifikował się | Nie zakwalifikował się | Nie zakwalifikował się | Nie zakwalifikował się | Nie zakwalifikował się | Nie zakwalifikował się |
| 2015  | Nie zakwalifikował się | Nie zakwalifikował się | Nie zakwalifikował się | Nie zakwalifikował się | Nie zakwalifikował się | Nie zakwalifikował się | Nie zakwalifikował się |
| 2017  | Nie zakwalifikował się | Nie zakwalifikował się | Nie zakwalifikował się | Nie zakwalifikował się | Nie zakwalifikował się | Nie zakwalifikował się | Nie zakwalifikował się |
| 2019  | Nie zakwalifikował się | Nie zakwalifikował się | Nie zakwalifikował się | Nie zakwalifikował się | Nie zakwalifikował się | Nie zakwalifikował się | Nie zakwalifikował się |
| 2023  | Nie zakwalifikował się | Nie zakwalifikował się | Nie zakwalifikował się | Nie zakwalifikował się | Nie zakwalifikował się | Nie zakwalifikował się | Nie zakwalifikował się |
| Razem | 0/23                   | 0                      | 0                      | 0                      | 0                      | 0                      | 0                      |

### Mistrzostwa Azji
| Rok   | Runda                  | M                      | W                      | R                      | P                      | GZ                     | GS                     |
| ----- | ---------------------- | ---------------------- | ---------------------- | ---------------------- | ---------------------- | ---------------------- | ---------------------- |
| 1959  | Nie brał udziału       | Nie brał udziału       | Nie brał udziału       | Nie brał udziału       | Nie brał udziału       | Nie brał udziału       | Nie brał udziału       |
| 1960  | Nie brał udziału       | Nie brał udziału       | Nie brał udziału       | Nie brał udziału       | Nie brał udziału       | Nie brał udziału       | Nie brał udziału       |
| 1961  | Nie brał udziału       | Nie brał udziału       | Nie brał udziału       | Nie brał udziału       | Nie brał udziału       | Nie brał udziału       | Nie brał udziału       |
| 1962  | Nie brał udziału       | Nie brał udziału       | Nie brał udziału       | Nie brał udziału       | Nie brał udziału       | Nie brał udziału       | Nie brał udziału       |
| 1963  | Nie brał udziału       | Nie brał udziału       | Nie brał udziału       | Nie brał udziału       | Nie brał udziału       | Nie brał udziału       | Nie brał udziału       |
| 1964  | Nie brał udziału       | Nie brał udziału       | Nie brał udziału       | Nie brał udziału       | Nie brał udziału       | Nie brał udziału       | Nie brał udziału       |
| 1965  | Nie brał udziału       | Nie brał udziału       | Nie brał udziału       | Nie brał udziału       | Nie brał udziału       | Nie brał udziału       | Nie brał udziału       |
| 1966  | Nie brał udziału       | Nie brał udziału       | Nie brał udziału       | Nie brał udziału       | Nie brał udziału       | Nie brał udziału       | Nie brał udziału       |
| 1967  | Nie brał udziału       | Nie brał udziału       | Nie brał udziału       | Nie brał udziału       | Nie brał udziału       | Nie brał udziału       | Nie brał udziału       |
| 1968  | Nie brał udziału       | Nie brał udziału       | Nie brał udziału       | Nie brał udziału       | Nie brał udziału       | Nie brał udziału       | Nie brał udziału       |
| 1969  | Nie brał udziału       | Nie brał udziału       | Nie brał udziału       | Nie brał udziału       | Nie brał udziału       | Nie brał udziału       | Nie brał udziału       |
| 1970  | Nie brał udziału       | Nie brał udziału       | Nie brał udziału       | Nie brał udziału       | Nie brał udziału       | Nie brał udziału       | Nie brał udziału       |
| 1971  | Nie brał udziału       | Nie brał udziału       | Nie brał udziału       | Nie brał udziału       | Nie brał udziału       | Nie brał udziału       | Nie brał udziału       |
| 1972  | Nie brał udziału       | Nie brał udziału       | Nie brał udziału       | Nie brał udziału       | Nie brał udziału       | Nie brał udziału       | Nie brał udziału       |
| 1973  | Nie brał udziału       | Nie brał udziału       | Nie brał udziału       | Nie brał udziału       | Nie brał udziału       | Nie brał udziału       | Nie brał udziału       |
| 1974  | Nie brał udziału       | Nie brał udziału       | Nie brał udziału       | Nie brał udziału       | Nie brał udziału       | Nie brał udziału       | Nie brał udziału       |
| 1975  | Faza grupowa           | 4                      | 0                      | 0                      | 4                      | 2                      | 9                      |
| 1976  | Nie brał udziału       | Nie brał udziału       | Nie brał udziału       | Nie brał udziału       | Nie brał udziału       | Nie brał udziału       | Nie brał udziału       |
| 1977  | Ćwierćfinał            | 2                      | 0                      | 0                      | 2                      | 0                      | 7                      |
| 1978  | Faza grupowa           | 4                      | 1                      | 2                      | 1                      | 4                      | 5                      |
| 1980  | V miejsce              | 4                      | 0                      | 2                      | 2                      | 1                      | 7                      |
| 1982  | Nie brał udziału       | Nie brał udziału       | Nie brał udziału       | Nie brał udziału       | Nie brał udziału       | Nie brał udziału       | Nie brał udziału       |
| 1985  | Nie zakwalifikował się | Nie zakwalifikował się | Nie zakwalifikował się | Nie zakwalifikował się | Nie zakwalifikował się | Nie zakwalifikował się | Nie zakwalifikował się |
| 1986  | Nie brał udziału       | Nie brał udziału       | Nie brał udziału       | Nie brał udziału       | Nie brał udziału       | Nie brał udziału       | Nie brał udziału       |
| 1988  | Nie brał udziału       | Nie brał udziału       | Nie brał udziału       | Nie brał udziału       | Nie brał udziału       | Nie brał udziału       | Nie brał udziału       |
| 1990  | Nie zakwalifikował się | Nie zakwalifikował się | Nie zakwalifikował się | Nie zakwalifikował się | Nie zakwalifikował się | Nie zakwalifikował się | Nie zakwalifikował się |
| 1992  | Nie zakwalifikował się | Nie zakwalifikował się | Nie zakwalifikował się | Nie zakwalifikował się | Nie zakwalifikował się | Nie zakwalifikował się | Nie zakwalifikował się |
| 1994  | Nie brał udziału       | Nie brał udziału       | Nie brał udziału       | Nie brał udziału       | Nie brał udziału       | Nie brał udziału       | Nie brał udziału       |
| 1996  | Faza grupowa           | 4                      | 0                      | 1                      | 3                      | 3                      | 12                     |
| 1998  | Nie zakwalifikował się | Nie zakwalifikował się | Nie zakwalifikował się | Nie zakwalifikował się | Nie zakwalifikował się | Nie zakwalifikował się | Nie zakwalifikował się |
| 2000  | Nie zakwalifikował się | Nie zakwalifikował się | Nie zakwalifikował się | Nie zakwalifikował się | Nie zakwalifikował się | Nie zakwalifikował się | Nie zakwalifikował się |
| 2002  | Faza grupowa           | 3                      | 0                      | 0                      | 3                      | 0                      | 13                     |
| 2004  | Nie zakwalifikował się | Nie zakwalifikował się | Nie zakwalifikował się | Nie zakwalifikował się | Nie zakwalifikował się | Nie zakwalifikował się | Nie zakwalifikował się |
| 2006  | Nie zakwalifikował się | Nie zakwalifikował się | Nie zakwalifikował się | Nie zakwalifikował się | Nie zakwalifikował się | Nie zakwalifikował się | Nie zakwalifikował się |
| 2008  | Zdyskwalifkowany       | Zdyskwalifkowany       | Zdyskwalifkowany       | Zdyskwalifkowany       | Zdyskwalifkowany       | Zdyskwalifkowany       | Zdyskwalifkowany       |
| 2010  | Nie zakwalifikował się | Nie zakwalifikował się | Nie zakwalifikował się | Nie zakwalifikował się | Nie zakwalifikował się | Nie zakwalifikował się | Nie zakwalifikował się |
| 2012  | Nie zakwalifikował się | Nie zakwalifikował się | Nie zakwalifikował się | Nie zakwalifikował się | Nie zakwalifikował się | Nie zakwalifikował się | Nie zakwalifikował się |
| 2014  | Nie zakwalifikował się | Nie zakwalifikował się | Nie zakwalifikował się | Nie zakwalifikował się | Nie zakwalifikował się | Nie zakwalifikował się | Nie zakwalifikował się |
| 2016  | Nie zakwalifikował się | Nie zakwalifikował się | Nie zakwalifikował się | Nie zakwalifikował się | Nie zakwalifikował się | Nie zakwalifikował się | Nie zakwalifikował się |
| 2018  | Nie zakwalifikował się | Nie zakwalifikował się | Nie zakwalifikował się | Nie zakwalifikował się | Nie zakwalifikował się | Nie zakwalifikował się | Nie zakwalifikował się |
| 2023  | Nie zakwalifikował się | Nie zakwalifikował się | Nie zakwalifikował się | Nie zakwalifikował się | Nie zakwalifikował się | Nie zakwalifikował się | Nie zakwalifikował się |
| Razem | 6/41                   | 22                     | 1                      | 5                      | 15                     | 10                     | 53                     |

## Aktualny skład
Aktualny skład drużyny można przeglądać na stronie transfermarkt.pl.